# Manuscrit de Wangsakerta
Vous pouvez aider à l'améliorer ou bien discuter des problèmes sur sa page de discussion.
- Il ne cite pas suffisamment ses sources. Vous pouvez indiquer les passages à sourcer avec {{référence nécessaire}} ou {{Référence souhaitée}}, et inclure les références utiles en les liant aux notes de bas de page. (Marqué depuis mai 2025)
- Certaines informations devraient être mieux reliées aux sources mentionnées dans la bibliographie ou les liens externes. Améliorez sa vérifiabilité en les associant par des références. (Marqué depuis mai 2025)

- Archive Wikiwix
- Bing
- Cairn
- DuckDuckGo
- E. Universalis
- Gallica
- Google
- G. Books
- G. News
- G. Scholar
- Persée
- Qwant
- (zh) Baidu
- (ru) Yandex
- (wd) trouver des œuvres sur Wikidata

Le manuscrit de Wangsakerta est un document qui a défrayé la chronique au début des années 2000, lorsqu'un expert en philologie, Edi S. Ekadjati, a voulu se fonder sur ce texte pour déterminer une date pour la création de la province indonésienne de Java occidental.
Ce document avait déjà déclenché une polémique à la fin des années 1980 entre des historiens, des archéologues et des philologues.
En 1977 le Musée Sri Baduga de Bandung, capitale de la province, avait acheté ce manuscrit à un certain M. Asikin, habitant de la ville de Cirebon sur la côte nord de l'île de Java, le Pasisir.
Ce texte aurait été écrit de 1677 à 1698 par une équipe réunie par le prince Wangsakerta de Cirebon. L'étude du matériau du document acheté par le musée a révélé un âge d'environ 100 ans. Celui-ci serait donc une reproduction datant de la seconde moitié du XIXe siècle.
Le texte raconte l'histoire de l'archipel indonésien du début de l'ère chrétienne jusqu'au XVIIe siècle. Il contient même des récits relatifs à la Préhistoire. Il énumère un nombre de royaumes ayant existé dans l'archipel ainsi que les noms de leurs rois, avec leurs dates de règne. Il comporte 5 séries d'écrits, intitulés :
- Carita Parahyangan ("histoires du Parahyangan, la région des hautes terres du pays sundanais dans l'ouest de Java),
- Nagarakretabhumi,
- Pustakadwipantarapurwa,
- Pustaka I Bhumi Jawadwipa et
- Pustaka Rajya-rajya I Bhumi Nusantara.

L'étendue des informations contenues, et le style moderne du texte, ont suscité des interrogations dans divers milieux. En particulier, lors d'une conférence internationale de l'IAHA (International Association of Historians on Asia) l'historien M. C. Ricklefs de la Monash University en Australie, déclare que le texte est un faux.
L'existence du prince Wangsakerta, fils du panembahan (prince) Girilaya, souverain de Cirebon (règne 1650-62), n'est pas contestée. En revanche, la tenue dun gotrasawala (séminaire) qui aurait réuni 70 personnes, sans que les archives de la VOC (compagnie néerlandaise des Indes orientales) ne le mentionne, alors que celle-ci contrôlait le Pasisir, suscite le doute.
L'apparence grossière des caractères javanais du texte, ainsi que le papier utilisé, inclinent à soupçonner un document récent. La référence à un royaume de Salakanagara sur lequel il n'existe à ce jour aucun élément philologique, épigraphique ou archéologique prouvant son existence, ajoute au soupçon.
Ce qui est certain, c'est qu'il existe des textes sundanais plus anciens que le "manuscrit de Wangsakerta", datant du XVIe siècle, tels que :
- Le Bujangga Manik,
- La Carita Parahyangan,
- Le Sanghyang Siksakanda Karesian,
- Le Sewaka Darma,

utilisables comme sources primaires précieuses pour l'histoire du pays Sunda.

## Sources
- Lubis, Nina H., "Kontroversi tentang naskah Wangsakerta", in Humanoria, volume XIV, no. 1/2002